# 노르웨이의 수산업
노르웨이는 스칸디나비아 3국 가운데 가장 수산업이 활발하다. 1993년도 어획고는 약 256만 톤이며, 주요 수산물은 청어·대구·송어 등이다. 포경왕국을 자처하며, 경유(鯨油) 생산이 1965∼1966년의 경우 12만 7,000배럴에 달했으나, 이후 사양산업화하여 격감의 추세를 보이고 있다. 